# Кореморесничести
Кореморесничести (Gastrotricha, на гръцки: γαστερ, gaster – „стомах“, „корем“ и θριξ, thrix – „косъм“, „ресна“) са тип безцветни червеобразни животни живеещи изцяло във водна среда. Живеят изключително кратко – едва от 3 до 21 дена. Нямат никакво икономическо значение.

## Морфология
Тялото е покрито с кутикула, носеща четинки (реснички), люспи и шипчета. Дължината му варира от 0,05 до 3,5 mm, разделено е на глава и същинско тяло. Ресничките са повече на брой по коремчето. С тяхна помощ червеите се придвижват.
Храносмилателната система се състои от глътка, стомах, черво, право черво и анус. Нямат дихателна и кръвоносна система. Отделителната система е изградена от два протонефридия. Всеки протонефридий има една пламъковидна клетка и по една или повече коремни жлези. Нервната система се състои от чифтен надглътъчен ганглий и два странични нервни ствола. Притежават и характерни чувствителни органи в лицето на ресничестите ямки в областта на главата и самите реснички по цялото тяло.
Те са хермафродитни или разделнополови животни. Макар и хермафродитни, в даден момент само единия тип система е функционална. Спермата се пренася директно или с помощта на пенисообразно образувание. Някои видове се размножават и безполово (партеногенеза). Сладководните видове се размножават предимно безполово. Безполоворазмножаващите се видове са изцяло женски. Те снасят яйца, от които при подходящи условия се излюпва ларва. Ларвите се развиват изключително бързо. За около два дена достигат полова зрялост.

## Произход и систематика
Произходът и връзките с други типове животни е недобре проучен. По морфологични признаци кореморесничестите са подобни на Gnathostomulida, Rotifera и Nematoda. Генетичните изследвания обаче показват родство с Platyhelminthes, Ecdysozoa и Lophotrochozoa. Известни са около 700 вида.
Кореморесничестите включват два класа:
- Macrodasyida – включва около 280 удължени по форма на тялото видове. С изключение на два от тях всички са соленоводни. Класът включва 7 семейства с 32 рода.
- Chaetonotida – включва 470 кегловидни по форма организми. Около 3/4 от тях са пресноводни видове. Класът включва 8 семейства с 30 рода.

## Екологични характеристики
Обитават водни източници. Разпространени са едновременно в сладки и солени води. Най-често се срещат между песъчинките на дъното. Хранят се с микроорганизми (гъби и протисти) и едноклетъчни водорасли. Срещат се и в България.